# Bleekeria viridianguilla
Bleekeria viridianguilla es una especie de peces de la familia Ammodytidae en el orden de los Perciformes.

## Morfología
Los machos pueden llegar alcanzar los 14,6 cm de longitud total.

## Distribución geográfica
Se encuentra en Hong Kong, en Indonesia y al noroeste de Australia.